# ハンマー準男爵
フリント州におけるハンマーのハンマー準男爵（Hanmer Baronetcy, of Hanmer in the County of Flint）は、イギリスの準男爵位。2回創設されており、第1期はイングランド準男爵位、現存する第2期はグレートブリテン準男爵位である。

## 歴史
1620年7月8日にジョン・ハンマーがイングランド準男爵に叙位されたのが第1期の創設である。彼はフリントシャー選挙区選出の庶民院議員を務めた。2代準男爵トマス・ハンマーもフリントシャーから選出されて庶民院議員を務めた。3代準男爵ジョン・ハンマーもフリントシャー選挙区の庶民院議員を務めたが、1701年に決闘で死亡した。3代準男爵には子供はなく、2代準男爵の次男ウィリアムの長男トマス・ハンマーが4代準男爵を継承。彼はフリントシャー選挙区、セットフォード選挙区、サフォーク選挙区から選出されて庶民院議員を務め、1713年から1715年にかけては庶民院議長を務めた。しかし子供はなく、彼の死去とともに第1期のハンマー準男爵位は廃絶した。
ついで第1期初代準男爵の7代前の先祖ジェンキン・ハンマー(Jenkin Hanmer)に遡っての分流で（ジェンキンの先妻の子グリフィズ・アプ・ジェンキン・ハンマーの系譜が第1期のハンマー準男爵、後妻の子エドワード・ハンマーの系譜が第2期）、サドベリー選挙区選出の庶民院議員ウォルデン・ハンマーが1774年5月21日にグレートブリテン準男爵に叙位されたのが現存する2期目の創設である. 。3代準男爵サー・ジョン・ハンマーは、シュルーズベリー選挙区、キングストン・アポンハル選挙区、フリント・バラ選挙区から選出されて庶民院議員を務めた後、1872年10月1日に連合王国貴族ハンマー＝フリントのハンマー男爵（Baron Hanmer, of Hanmer, and of Flint）に叙位され、貴族院議員に転じた。しかし子供がなかったため、この爵位は彼一代で絶えた。1881年にハンマー男爵（3代準男爵）が死去した後、弟のウィンダム・エドワード・ハンマーが4代準男爵を継承。以降彼の直系で父から息子への継承が続いている。現在の当主は9代準男爵ウィンダム・リチャード・ガイ・ハンマーである。

## ハンマーのハンマー準男爵 (1620年)
- 初代準男爵サー・ジョン・ハンマー（英語版） (1591頃–1624)
- 2代準男爵サー・トマス・ハンマー（英語版） (1612–1678)
- 3代準男爵サー・ジョン・ハンマー（英語版） (-1701)
- 4代準男爵サー・トマス・ハンマー (1677–1746)

## ハンマーのハンマー準男爵 (1774年)
- 初代準男爵サー・ウォルデン・ハンマー（英語版） (1717–1783)
- 2代準男爵サー・トマス・ハンマー (1747–1828)
- 3代準男爵サー・ジョン・ハンマー（英語版） (1809–1881)
  - 1872年にハンマー男爵

## ハンマー男爵 (1872年)
- 初代ハンマー男爵ジョン・ハンマー（英語版） (1809–1881)

## ハンマーのハンマー準男爵 (1774年)
- 4代準男爵サー・ウィンダム・エドワード・ハンマー (1810–1887)
- 5代準男爵サー・エドワード・ジョン・ヘンリー・ハンマー  (1843–1893)
- 6代準男爵サー・ウィンダム・チャールズ・ヘンリー・ハンマー (1867–1922)
- 7代準男爵サー・（グリフィン・ウィンダム）・エドワード・ハンマー (1893–1977)
- 8代準男爵サー・ジョン・ウィンダム・エドワード・ハンマー (1928–2008)
- 9代準男爵サー・ウィンダム・リチャード・ガイ・ハンマー (1955-)